# Vulgrin I. (Angoulême)
Vulgrin I. (auch Wulfgrin; † 3. Mai 886) war ein Graf von Angoulême, Agen, Périgord und vermutlich der Saintonge. Außerdem war er der Stammvater des Hauses Taillefer. 
Er stammte aus höchstem fränkischem Adel. Seine Eltern waren der comes Vulfard und Suzanne, die eine Tochter des Grafen Beggo von Paris und der Alpheidis war, die wiederum dem karolingischen Herrschergeschlecht angehörte. Seine Brüder waren der Abt Hilduin von Saint-Denis und der Pfalzgraf Adalhard, die herausragende Vertrauensleute des westfränkischen Königs Karls des Kahlen waren. Sein Neffe war der Abt Wulfhard von Flavigny und seine Nichte Adelheid heiratete später König Ludwig den Stammler.
Diesem familiären Hintergrund verdankte Vulgrin seine Einsetzung als Graf in den aquitanischen Grafschaften Angoumois und Périgord, nachdem dort 866 der Graf Emenon gefallen war. Dieser war zuvor einer der wichtigsten Anhänger des von Karl dem Kahlen abgesetzten Königs Pippin II. und damit ein ständiger Unruhefaktor gegen Karl den Kahlen gewesen. Zu Vulgrins wichtigsten Aufgaben zählte die Bekämpfung der in jener Zeit in Aquitanien einfallenden Wikinger, gegen die er einen umfangreichen Burgenbau betrieb. Er wurde nach seinem Tod in der Abtei Saint-Cybard in Angoulême bestattet.
Vulgrin war verheiratet mit Regelindis, einer Tochter des Grafen Bernhard von Septimanien. Ihre Kinder waren:
- Alduin I. († 916), Graf von Angoulême
- Wilhelm I. († ?), Graf von Périgord und Agen, siehe Taillefer (Adelsgeschlecht)
- ? Sancha, ⚭ mit Adémar, Graf von Angoulême